# La Chapelle-devant-Bruyères
 La Chapelle-devant-Bruyères  es una población y comuna francesa, en la región de Lorena, departamento de Vosgos, en el distrito de Saint-Dié-des-Vosges y cantón de Corcieux.

## Demografía
| 558 | 506 | 548 | 609 | 633 | 611 |
| Para los censos de 1962 a 1999 la población legal corresponde a la población sin duplicidades (Fuente: INSEE [Consultar]) |     |     |     |     |     |